# Club Balonmano Ademar León
Ne pas confondre avec le club féminin de handball du Club León Balonmano.
 (novembre 2023).
Si vous disposez d'ouvrages ou d'articles de référence ou si vous connaissez des sites web de qualité traitant du thème abordé ici, merci de compléter l'article en donnant les références utiles à sa vérifiabilité et en les liant à la section « Notes et références ».
Maillots
Dernière mise à jour : 14 janvier 2024.
Le Club Balonmano Ademar León est un club espagnol de handball situé dans la ville de León dans la Communauté de Castille-et-León. Fondé en 1956, le club évolue depuis 1994 en Liga ASOBAL, compétition qu'il a remporté en 2001.

## Histoire

### Les débuts
Le CB Ademar León est fondé en 1956, il évolue jusqu'en 1976 en série provinciale avant de monter de division et en division.
Dans les années 1980, le club joue pour la première fois de son histoire en División de Honor, mais redescend aussitôt et Primera División Nacional.
Deux ans plus tard le club remonte en División de Honor mais, redescendit encore une fois en Primera División Nacional.
À la suite de cette relégation, le club enchaîne les mauvais résultats et se fait même relégué en Segunda División Nacional (D3) mais remonte aussitôt.

### L’âge d'or
Lors de leur troisième montée en  Liga ASOBAL en 1994-1995, le CB Ademar León finit sur une 12e place, ce qui lui évite d'être relégué. La saison suivante est formidable pour le club, puisque, sous la houlette de Manolo Cadenas, il passe de la 12e à la 6e place puis à la 2e place la saison 1996-1997
Depuis, le CB Ademar León fait partie des clubs historiques du Championnat d'Espagne. Durant la saison 2000-2001, le club remporte son premier titre de champion, il gagne également la Coupe du Roi en 2002 et la Coupe ASOBAL en 1999 et en 2009.
En Europe, le CB Ademar León remporte deux fois la Coupe des coupes en 1999 et 2005 et participe à plusieurs reprises à la Ligue des champions où le club atteint à trois reprises le stade des quarts de finale.

### Parcours depuis 1981
| Saison    | Championnat | Championnat | Coupes    | Coupes       | Coupes d'Europe        |
| Saison    | Niv.        | Rang        | Roi       | ASOBAL       | Coupes d'Europe        |
| --------- | ----------- | ----------- | --------- | ------------ | ---------------------- |
| 1980-1981 | 2           | 2e (Gr.B)   | NQ        | Pas de comp. | NQ                     |
| 1981-1982 | 2           | 1er (Gr.3)  | NQ        | Pas de comp. | NQ                     |
| 1982-1983 | 1           | 13e         | NQ        | Pas de comp. | NQ                     |
| 1983-1984 | 2           | 2e (Gr.B)   | NQ        | Pas de comp. | NQ                     |
| 1984-1985 | 2           | 1er (Gr.1)  | NQ        | Pas de comp. | NQ                     |
| 1985-1986 | 1           | 12e         | NQ        | Pas de comp. | NQ                     |
| 1986-1987 | 2           | 7e (Gr.A1)  | NQ        | Pas de comp. | NQ                     |
| 1987-1988 | 2           | 12e (Gr.1)  | NQ        | Pas de comp. | NQ                     |
| 1988-1989 | 2           | 10e (Gr.A)  | NQ        | Pas de comp. | NQ                     |
| 1989-1990 | 3           | 2e          | NQ        | NQ           | NQ                     |
| 1990-1991 | 2           | 4e          | NQ        | NQ           | NQ                     |
| 1991-1992 | 2           | 3e          | NQ        | NQ           | NQ                     |
| 1992-1993 | 2           | 3e          | NQ        | NQ           | NQ                     |
| 1993-1994 | 2           | 1er         | NQ        | NQ           | NQ                     |
| 1994-1995 | 1           | 12e         | NQ        | NQ           | NQ                     |
| 1995-1996 | 1           | 6e          | NQ        | 1/2          | NQ                     |
| 1996-1997 | 1           | 2e          | 3e        | Finaliste    | C4 : 1/4               |
| 1997-1998 | 1           | 3e          | 3e        | Finaliste    | C1 : 1/4               |
| 1998-1999 | 1           | 2e          | 4e        | Vainqueur    | C2 : Vainqueur         |
| 1999-2000 | 1           | 3e          | Finaliste | 3e           | C1 : 1/4               |
| 2000-2001 | 1           | Champion    | 1/4       | 3e           | C2 : Finaliste         |
| 2001-2002 | 1           | 3e          | Vainqueur | 3e           | C1 : 1/4               |
| 2002-2003 | 1           | 3e          | 1/4       | -            | C2 : 1/4               |
| 2003-2004 | 1           | 4e          | 1/4       | 3e           | C1 : 1/8               |
| 2004-2005 | 1           | 3e          | 3e        | -            | C2 : Vainqueur         |
| 2005-2006 | 1           | 5e          | 1/4       | 3e           | C1 : 1/8               |
| 2006-2007 | 1           | 3e          | Finaliste | 3e           | C2 : Finaliste         |
| 2007-2008 | 1           | 3e          | 1/4       | Finaliste    | C1 : 1/8               |
| 2008-2009 | 1           | 5e          | 1/4       | Vainqueur    | C1 : 1/8               |
| 2009-2010 | 1           | 4e          | Finaliste | -            | C1 : 1/8               |
| 2010-2011 | 1           | 3e          | 1/4       | 3e           | C3 : 1/4               |
| 2011-2012 | 1           | 3e          | 1/4       | Finaliste    | C1 : 1/4               |
| 2012-2013 | 1           | 4e          | 1/4       | 3e           | C1 : 1/8               |
| 2013-2014 | 1           | 5e          | 1/8       | -            | C3 : Phase groupe      |
| 2014-2015 | 1           | 7e          | 1/4       | 3e           | C3 : Phase groupe      |
| 2015-2016 | 1           | 3e          | 3e        | 3e           | NQ                     |
| 2016-2017 | 1           | 2e          | 3e        | 3e           | C3 : 3e tour           |
| 2017-2018 | 1           | 2e          | 1/4       | Finaliste    | C1 : 1/2 poules basses |
| 2018-2019 | 1           | 3e          | ?         | 1/2          | C1 : poules basses     |
| 2019-2020 | 1           | 2e          | ?         | 1/2          | C3 : Phase groupe      |
| 2020-2021 | 1           | 7e          | Finaliste | NQ           | C3 : 1/8               |
| 2021-2022 | 1           | 7e          | 1/4       | NQ           | NQ                     |
| 2022-2023 | 1           | 7e          | 1/2       | Finaliste    | NQ                     |
| 2023-2024 | 1           | en cours    | ?         | ?            | NQ                     |

## Palmarès
| Compétitions nationales | Compétitions internationales |
| - Championnat d'Espagne (1) - Vainqueur : 2001 - Vice-champion : 1997, 1999, 2017, 2018, 2020 - Coupe du Roi (1) - Vainqueur : 2002 - Finaliste : 2007, 2010, 2021 - Coupe ASOBAL (2) - Vainqueur : 1999, 2009 - Finaliste : 1997, 1998, 2008, 2012, 2018 - Supercoupe d'Espagne : - Finaliste : 2002, 2003, 2022 - Championnat d'Espagne de D2 (3) - Vainqueur : 1982, 1985, 1994 | - Coupe d'Europe des vainqueurs de coupe (2) - Vainqueur : 1999, 2005 - Finaliste : 2001, 2007 - Ligue des champions - Quart-de-finaliste : 1998, 2000, 2002, 2012 |

## Effectifs

### Effectif actuel
| Gardiens de but - 01 Saeid Barkhordari - 12 Panagiotis Papantonopoulos - 99 Carlos Honrado Ailiers gauches - 05 Adrian Casqueiro - 08 Dario Sanz Ailiers droits - 13 Kim Jin-Young (es) - 17 Álvaro Duarte Zapico - 24 Antonio Martínez Llamazares (de) Pivot - 21 Tiago Filipe Mota de Sousa - 65 Guilherme Borges Moraes Silva | Demi-centres - 03 Javier Miñambres - 15 Juan Castro Álvarez (es) - 18 Zanas Virbauskas (es) - 39 Deividas Virbauskas Arrières gauches - 14 Marko Milosavljević (es) - 20 Theodoros Boskos Arrières droits - 07 Stjepan Jozinović - 22 David Fernández Alonso Entraîneur - Manolo Cadenas |

### Effectif 2010-2011

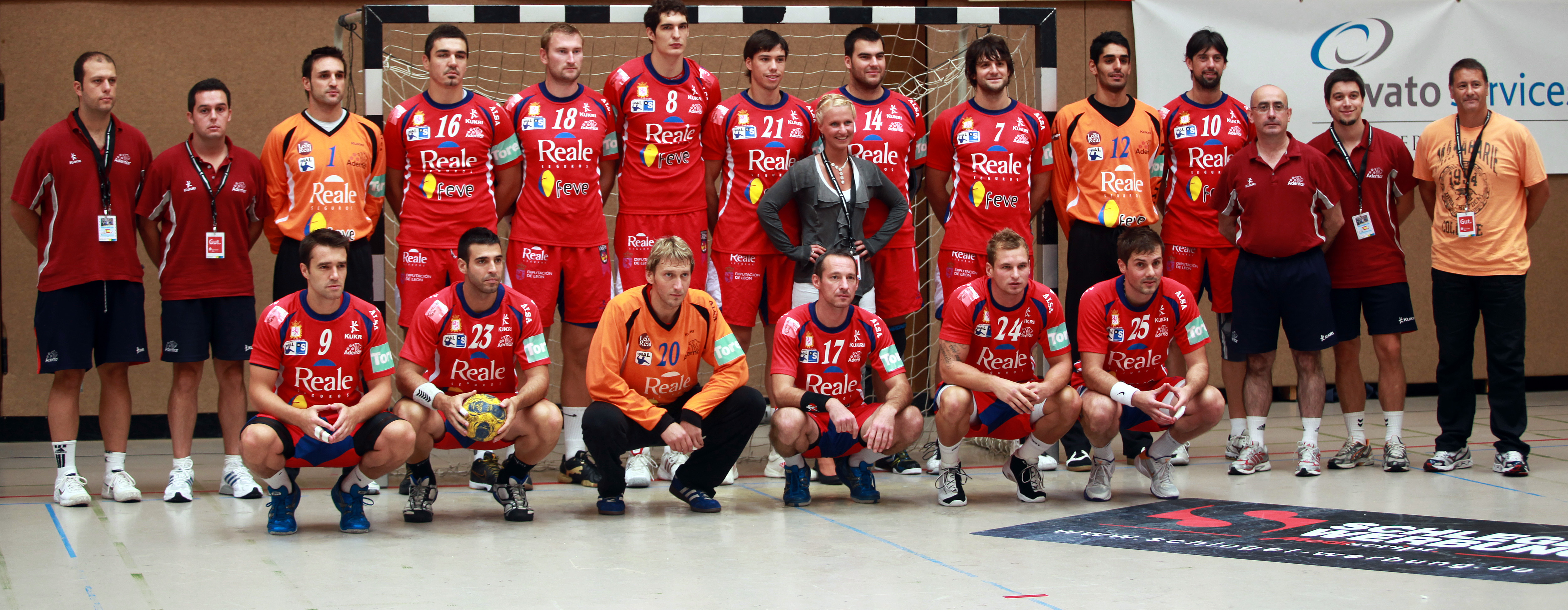
L'équipe du Reale Ademar León, le 10 octobre 2010 lors de la Schlecker Cup

### Effectif champion 2001
L'effectif, vainqueur du Championnat d'Espagne 2000-2001, était
L'effectif du Caja España Ademar León était, :
| N° | Nationalité | Joueur                   | Date de naissance et âge | Poste          |
| -- | ----------- | ------------------------ | ------------------------ | -------------- |
| 1  | Danemark    | Kasper Hvidt             | 6 février 1976           | Gardien de but |
| 16 | Espagne     | Armand Torrego           | 27 octobre 1973          | Gardien de but |
| 2  | Espagne     | Alberto Entrerríos       | 7 novembre 1976          | Arrière gauche |
| 3  | Hongrie     | Csaba Bartók (hu)        | 18 mai 1970              | Arrière droit  |
| 5  | Espagne     | Víctor Alvarez Fernández | 13 mars 1981             | Demi-centre    |
| 6  | Espagne     | Juanín García            | 28 août 1977             | Ailier gauche  |
| 7  | Argentine   | Eric Gull                | 28 août 1973             | Arrière droit  |
| 8  | Espagne     | Manuel Colón             | 18 février 1977          | Pivot          |
| 9  | Espagne     | Iñaki Ordoñez (de)       | 20 août 1968             | Arrière droit  |
| 10 | Espagne     | Antonio Cartón (es)      | 21 mars 1980             | Ailier gauche  |
| 11 | Espagne     | Hector Castresana        | 30 août 1975             | Pivot          |
| 13 | Suède       | Magnus Andersson (prêt)  | 17 mai 1966              | Demi-centre    |
| 14 | Espagne     | Juancho Pérez            | 3 janvier 1974           | Pivot          |
| 15 | Espagne     | Alejandro Garcia Pinto   | 8 février 1982           | Arrière gauche |
| 17 | Russie      | Denis Krivochlikov       | 10 mai 1971              | Ailier droit   |
| 18 | Espagne     | Iker Romero              | 15 juin 1980             | Arrière gauche |
| 20 | Espagne     | Carlos Rodríguez Prendes | 18 juillet 1982          | Pivot          |
| 21 | Suisse      | Carlos Lima              | 21 février 1970          | Ailier gauche  |
| -  | Espagne     | Manolo Cadenas           | 20 mai 1955              | Entraîneur     |

## Personnalités liées au club

### Grands joueurs du club
Joueurs espagnols
- Antonio García Robledo
- Julen Aguinagalde
- Mikel Aguirrezabalaga
- Ion Belaustegui
- Alberto Entrerríos
- Raúl Entrerríos
- Rubén Garabaya
- Mateo Garralda
- Juanín García*
- José Javier Hombrados
- Demetrio Lozano
- Viran Morros
- José Luis Pérez Canca
- Juancho Pérez
- Iker Romero
- Carlos Ruesga
- Daniel Sarmiento

Joueurs étrangers
- Mirko Alilović
- Magnus Andersson
- Damir Bičanić
- Mladen Bojinović
- Felipe Borges
- Denis Buntić
- Adrien Dipanda
- Dalibor Čutura
- Dalibor Doder
- Eric Gull
- Kasper Hvidt
- Kristian Kjelling
- Denis Krivochlikov
- Balázs Laluska
- Venio Losert
- Petar Metličić
- Staffan Olsson
- Danijel Šarić
- Dragan Škrbić
- Martin Straňovský
- Tonči Valčić
- Uroš Zorman

*meilleur buteur de l'histoire du club avec 1057 buts

### Entraineurs

Ancien logo.

- Manolo Cadenas : de 1995 à 2007
- Jordi Ribera : de 2007 à 2011
- Isidoro Martínez : de 2011 à 2012
- Manolo Cadenas (2) : de 2012 à 2013
- Daniel Gordo (de) : de 2013 à 2015
- Rafael Guijosa : de 2015 à avril 2019
- Diego Dorado : avril à juin 2019
- Manolo Cadenas (3) : de 2019 à 2023
- Daniel Gordo (de) (2) : depuis 2023